# Lindt & Sprüngli
Lindt & Sprüngli je švýcarská firma zabývající se výrobou kvalitní čokolády. Název společnosti je obecně zkracován na Lindt. Společnost je známá hlavně díky Rudolphovi Lindtovi, který vylepšil výrobu mléčné čokolády, která dodnes tvoří hlavní výrobní artikl společnosti. Společnost také vyrábí takzvaného Zlatého zajíčka, který je nejprodávanějším velikonočním produktem v Evropě.

## Historie
Roku 1845 vytvořil David Sprüngli a jeho syn Rudolf Sprügli Ammann první pevnou tabulku čokolády v německy mluvící části Švýcarska. Společnost začala strmě růst a prodeje trhaly rekordy. Již v roce 1847 museli Sprüngliovi otevřít továrnu, která se nachází ve městě Horgen. Synové Davida Sprüngliho Rudolf a Johann Rudolf velice rychle budovali další továrny na čokoládu po celém Švýcarsku. V té době založil Rudolphe Lindt, syn farmaceuta, malý obchod v centru Bernu.

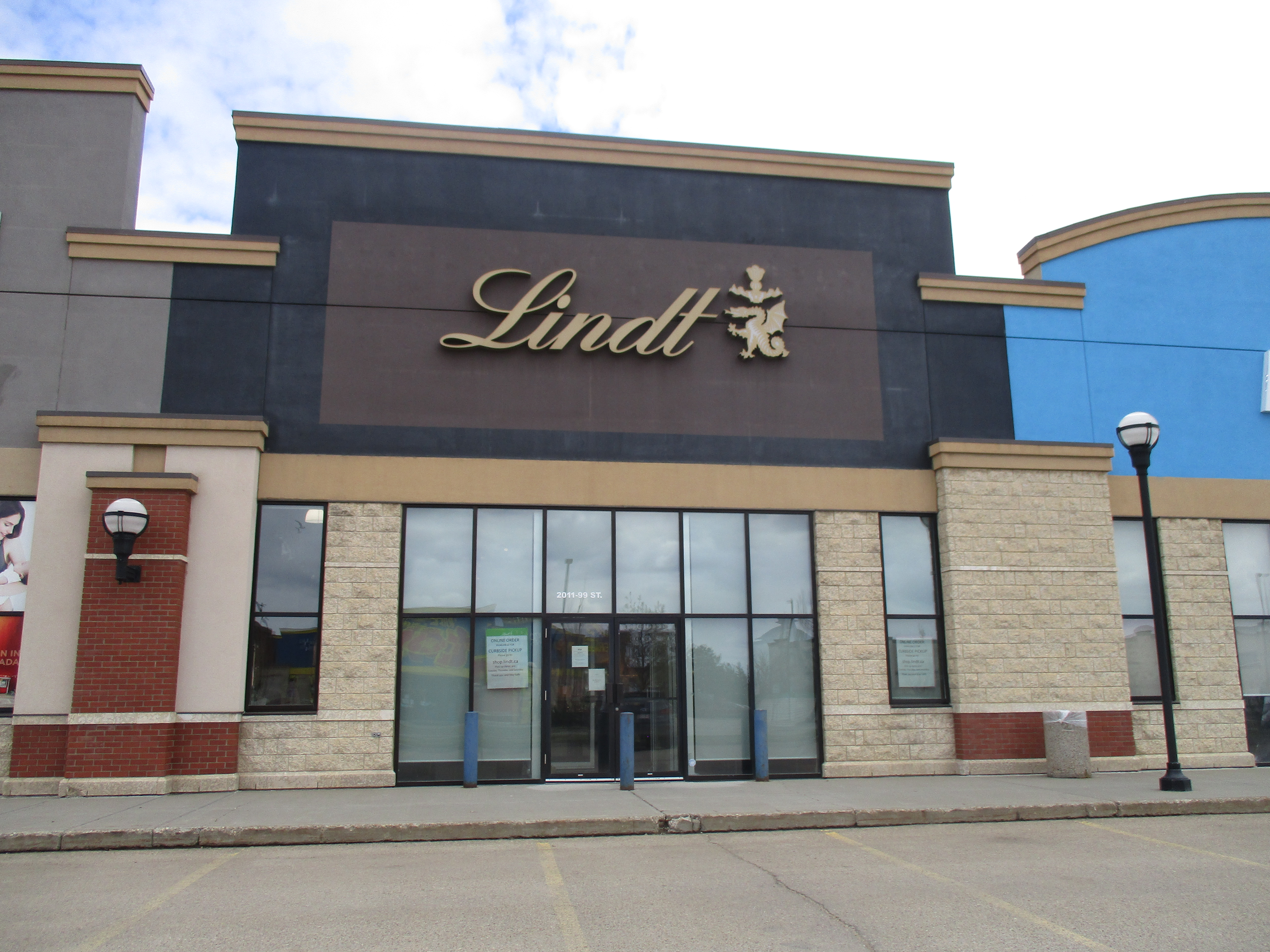
Prodejna Lindt

Roku 1859 otevřela společnost Sprüngli druhou cukrárnu, která se nachází na náměstí Paradenplatz v Curychu. Od počátku šlo o místo vyhledávané nejen místními, ale také mnoha turisty z celého světa.

### Vylepšení přípravy mléčné čokolády
Roku 1879 přišel Rudolph Lindt s vylepšením výroby mléčné čokolády. Ke vzniku první tabulky se váže příběh. To, zda je pravdivý, se už nedozvíme – Lindt jednou odcházel ze své továrny a zapomněl vypnout konšovací stroj, který čokoládu promíchává. Tento stroj pak běžel celý víkend a v pondělí našel Lindt krémovou čokoládu, která vznikla díky dlouhému promíchávání kakaového másla, kakaa, mléka a dalších ingrediencí. Konšování je dnes používáno všemi výrobci při tvorbě mléčné čokolády.
Roku 1892 se rozhodl Rudolf Sprüngli-Ammann odstoupit ze společnosti a rozdělit ji mezi syny Johanna Rudolfa a Davida Roberta. Johann Rudolf se staral o továrny, zatímco David Robert dostal na starosti cukrárny a obchody.

### Vznik Lindt & Sprüngli
Již v 80. letech 19. století si Sprüngliovi povšimli, že Rudolph Lindt vyrábí velice populární mléčnou čokoládu. Jak popularita mléčné čokolády rostla, přestávaly stačit stroje, které měl Lindt k dispozici. V roce 1899 tak došlo k nákupu Lindtovi společnosti za 1,5 milionu franků. Lindt však měl podmínku, že bude moci ovlivnit dění ve společnosti. V roce 1899 nakonec došlo k zapsání společnosti Lindt & Sprüngli, oficiálně pak Aktiengesellschaft Vereinigte Berner & Zürcher Chocoladefabriken Lindt & Sprüngli.

### Společnost během světových válek
Společnost i přes všechny potíže stále udržovala kvalitu i proto, že Švýcarsko bylo v obou válkách nestranné. Za 1. světové války šla většina produkce Lindt & Sprüngli do zahraničí. Za druhé světové války bylo postavení společnosti mnohem těžší, i přes to zaznamenala růst.

### Vznik nových produktů po 2. světové válce
Po druhé světové válce začala Lindt vyrábět mnoho nových produktů:

#### Lindor
V roce 1949 společnost Lindt zdokonalila konšovací stoj a tak vznikla ještě jemnější čokoláda Lindor. Lindor byla velmi dlouho vyráběna jako tabulková čokoláda, první pralinky vznikly až o 20 let později.

#### Zlatý zajíček
V roce 1952 se začal prodávat malý čokoládový zajíček se zlatou rolničkou na krku. Zajíček je zabalený do zlaté fólie, proto se nazývá Zlatý zajíček, nebo též anglicky Golden Bunny.

### Produkty vzniklé ve 2. polovině 20. století
Ve 2. polovině 20. století začalo vznikat mnoho dalších produktů, které se dodnes vyrábějí:

#### Pralinky LINDOR
Pralinky LINDOR uvedla společnost Lindt na trh v prosinci 1969 a z produktu se stal nejprodávanější produkt Vánoc 1969. O pralinky byl nebývalý zájem hlavně proto, že pralinky se do té doby vyráběly pouze o Vánocích a po zbytek roku byla v prodeji pouze tabulková čokoláda.

#### Pralinky Lindt
V roce 1979 společnost představila první pralinky v luxusním obale, které jsou prodávány dodnes. Na trhu nalezneme mnoho kombinací různých příchutí a zdobení.

#### EXCELLENCE
V roce 1989 představila společnost Lindt tabulkovou čokoládu EXCELLENCE, která obsahuje větší procento kakaa než ostatní čokolády na trhu. Dodávána je v několika verzích: mléčné a hořké, přičemž mléčná má podíl kakaa 45 - 65%, zatímco hořká 70 - 90%. V poslední době vzniká také mnoho nových příchutí, například ovocné nebo bylinné.

### 21. století
V roce 2008 spustila společnost program na podporu malých farmářů.
V roce 2009 byla společnost Lindt nucena uzavřít několik poboček v USA, které bývaly jejím největším trhem, kvůli slabé poptávce, což jasně ukazuje na dopad hospodářské krize. V témže roce se stal ambasadorem značky slavný tenista Roger Federer.
V roce 2011 byl na trh uveden vánoční Zlatý medvídek.
V roce 2020 byl ve Švýcarsku otevřen dům čokolády Home of Chocolate, kde se nachází i největší čokoládová fontána na světě. Součástí domu je i největší obchod s čokoládou Lindt. Kvůli pandemii covidu-19 však zisky společnosti klesly o 37,5 %. 